# Diatone
Diatone war ein japanisches Tochterunternehmen von Mitsubishi Electric und stellte Lautsprecher und Radios her. 

## Geschichte
In den 1940er Jahren entwickelte Mitsubishi Electric erfolgreich einen „hard-ferrite“ OP Magneten (dauerhafter Magnet) und legte damit den Grundstein für die kommerzielle Produktion von Magneten auf Basis von hartmagnetischen Ferrite. Der OP Magnet war ein Schlüsselbestandteil im Diatone Lautsprecherbau. Diatone erlangte erstmals internationale Beachtung. 
Der erste Diatone Lautsprecher wurde 1945 in der Fabrik in Ofuna von Mitsubishi Electric entwickelt. Seine Entstehung ergab sich aus der Wiederverwertung alter Lagerbestände von Magneten. Der Zweite Weltkrieg war vorbei und eine verständliche Materialknappheit machte es erforderlich, bei anderen Herstellern Zukäufe zu tätigen. Zu der Zeit wurde die Lautsprechertechnologie nicht sehr weit vorangebracht. Die Produktion von Lautsprechern war sehr stark eingeschränkt. 
Nachdem sich die Versorgung verbesserte und eine starke Nachfrage nach elektronischen Produkten einsetzte, der Ausblick auf einen vielversprechenden zukünftigen Markt, begann Mitsubishi Electric mit der umfassenden Lautsprecherentwicklung große Fortschritte zu machen. Damals bezog Mitsubishi Electric innovative technische Hilfe vom technischen Forschungslabor Nippon Hoso Kyokai. Diese Beziehung bestand zu beider Nutzen viele Jahre lang. 
1947 erfand Mitsubishi Electric den sogenannten „adjustable resonance cone“ einen regulierbaren Lautsprecherkonus. In Verbindung mit einem OP Magneten entstand der dynamische Lautsprecher P-62 16-Cm-F-Typ (der Vorläufer des P-610). Eine Entwicklung, die noch heute im Lautsprecherbau zu finden ist. In den 1940er Jahren wurden praktisch alle Lautsprechermembranen aus unliniertem Papier hergestellt und zusammen mit einem Konus eingebaut. Die Lautsprecher von Mitsubishi Electric verwendeten dagegen ein spezielles Papier für den Konus aus japanischem Washi-Papier, in eine konische Form gepresst. Dieser Lautsprecher lieferte für die damalige Zeit eine Epoche machende Leistung (Belastbarkeit). 
Obwohl diese Entwicklung 1947 gestartet wurde, dauerte es noch bis 1950, bis der Lautsprecher als Monitorlautsprecher für den Rundfunk Anerkennung fand und formell akzeptiert wurde. Es war der erste Schritt in einen durch Auslandsprodukte beherrschten Markt. Der Name Diatone wurde im September 1946 als Handelsmarke eingetragen.
Eingesetzt wurden die Lautsprecher von Diatone beim japanischen öffentlichen Rundfunksender NHK-Radio als Monitorlautsprecher.
Diatone stellte mit dem D-160 Lautsprecher bis zu einer Größe von 1,60 m Durchmesser her.
Die Produktion für Radioapparate begann um 1945 mit 4-Röhren-Empfängern in der Fabrik in Itami, im Jahr 1999 wurde die Fabrik geschlossen. 